# Laika & The Cosmonauts
Laika & the Cosmonauts è stata una rock band finlandese, formata nel 1987 e attiva sino al 2008, mantenendo sempre intatta la sua formazione. Il loro genere è definito come surf rock, ma una recensione del Boston Globe ha definito in poche parole il loro suono "al di là di qualsiasi genere". Hanno suonato in tour sia per gli Stati Uniti d'America che in Europa diverse volte. Nonostante siano poco conosciuti negli Stati Uniti, la loro musica è apprezzata da un gran numero di musicisti, fra i quali Mike Campbell e Benmont Tench degli Heartbreakers, Mike Palm degli Agent Orange e la leggenda del surf rock, Dick Dale.
Oltre che con i vari tour in giro per il mondo, il gruppo è apparso anche diverse volte sulle trasmissioni europee.
Il nome della band era ispirato a Laika, la cagnetta che fu il primo essere vivente ad entrare in orbita spaziale.

## Formazione
- Mikko Lankinen – chitarra
- Matti Pitsinki – organo, chitarra
- Tom Nyman – basso
- Janne Haavisto – batteria

## Discografia

### Album in studio
- 1988 - C'mon Do the Laika
- 1990 - Surfs You Right
- 1992 - Instruments of Terror
- 1995 - The Amazing Colossal Band
- 1997 - Absurdistan
- 2004 - Local Warming
- 2008 - Cosmopolis

### Raccolte
- 1996 - Zero Gravity

### Album dal vivo
- 2000 - Laika Sex Machine